# Gareth Porter
Gareth Porter (sinh 18 tháng 6 năm 1942 tại Independence, Kansas) là một sử gia, nhà báo điều tra, và nhà phân tích về các chính sách ngoại giao của Hoa Kỳ. Là một người chống sự tham gia của Hoa Kỳ trong chiến tranh tại Đông Nam Á, khu vực Balkan, và Trung Đông, ông đã viết về các giải pháp ngoại giao để chấm dứt hay ngăn ngừa chiến tranh tại Triều Tiên, Việt Nam, Campuchia, Lào, Bosnia, Serbia, Kuwait, Iraq và Iran. Ông cũng là tác giả của tập sử về lịch sử và nguồn gốc của Chiến tranh Việt Nam, Perils of Dominance: Imbalance of Power and the Road to War in Vietnam.

## Sự nghiệp
Porter tốt nghiệp Đại học Illinois, nhận bằng thạc sĩ (Master) trong lĩnh vực chính trị quốc tế từ Đại học Chicago và bằng tiến sĩ (Ph.D.) trong lĩnh vực chính trị Đông Nam Á từ Đại học Cornell.
Trong thời chiến tranh Việt Nam, Gareth Porter là phóng viên thường vụ tại Sài Gòn cho hãng thông tấn Dispatch News Service International và sau đó là đồng giám đốc của Indochina Resource Center, một tổ chức nghiên cứu và giáo dục phản chiến có trụ sở tại Washington, D.C.. Ông dạy môn nghiên cứu quốc tế tại City College of New York và American University trong thời kỳ 1982-90.
Porter đã thường xuyên viết phân tích tin tức về các diễn biến chính trị, ngoại giao và quân sự trong các xung đột Trung Đông cho hãng thông tấn Inter Press Service. Ông là nhà báo đầu tiên viết chi tiết về đề xuất ngoại giao bí mật của Iran đối với Hoa Kỳ trong năm 2003, và đã xuất bản một bài phân tích sâu xa về chiến lược rút lui tại Iraq.

## Tranh cãi
Gareth Porter đã phủ nhận lý do chính mà Tổng thống Richard Nixon đưa ra trong năm 1969 để duy trì cuộc chiến tại Việt Nam, và đã lập luận rằng sẽ không có cuộc "tắm máu" (bloodbath) do cộng sản gây ra ở miền Nam Việt Nam sau khi Hoa Kỳ rút quân. Ông cũng đã viết một loạt bài báo và chuyên khảo về lập luận tắm máu này.
Chuyên khảo đầu tiên của ông là The Myth of the Bloodbath: North Vietnam's Land Reform Reconsidered ("Huyền thoại Tắm máu: Xét lại Cuộc cải cách ruộng đất ở Bắc Việt") trong năm 1973. Ông phủ nhận các miêu tả về vụ giết người hàng loạt ở Việt Nam Dân chủ Cộng hòa trong cuộc cải cách ruộng đất của Hoàng Văn Chí và Bernard Fall và các tác giả khác. Porter cho rằng chỉ có vài trăm người bị chết chứ không phải cả chục hay cả trăm ngàn người bị giết. Các lập luận của ông bị vài người chỉ trích phủ nhận trong những điều trần trước Quốc hội. Gareth Porter đã trả lời các người chỉ trích trong một cuộc điều trần khác.
Ông cũng viết một bản trình bày chi tiết trong năm 1974 mà trong đó ông phủ nhận bản tường thuật của Douglas Pike về vụ Thảm sát tại Huế của quân đội Việt Nam Dân chủ Cộng hòa trong Sự kiện Tết Mậu Thân. Porter cho rằng Pike đã sửa đổi các con số chính thức về tổn thất nhân mạng thường dân trong trận chiến tại Huế, chủ yếu là do pháo bom của Mỹ, để đi đến con số 4.000 thường dân bị Việt Cộng tàn sát, và rằng giả thuyết của Pike về chính sách của Cộng sản trong cuộc chiếm giữ Huế mâu thuẫn với tài liệu của cộng sản bị tịch thu và các bằng chứng khác.
Năm 1976-77, Gareth Porter tiếp tục phủ nhận lập luận đổ máu khi ông bác bỏ các tường thuật ban đầu về việc giết người hàng loạt của chế độ Khmer Đỏ của Pol Pot tại Campuchia. Với George Hildebrand ông viết một quyển sách với tựa đề Cambodia: Starvation and Revolution, trong đó ông chấp nhận lập luận của Pol Pot về lý do phải trục xuất hàng triệu người ra khỏi Phnom Penh và các thành phố khác. Các người chỉ trích nói rằng quyền sách đã dùng nguồn từ chính các tuyên bố chính thức của chế độ Khmer Đỏ. Trước Quốc hội vào tháng 5 năm 1977, ông nói "khái niệm rằng các nhà lãnh đạo của nước Kampuchea Dân chủ đã chấp nhận và thực hiện một chính sách tiêu diệt một giai cấp" là "một huyền thoại được bồi dưỡng bởi những tác giả của mấy cuốn sách Readers Digest" Dân biểu Stephen J. Solarz sửng sốt với lời nói này của Porter và đã so sánh Porter với những người phủ nhận cuộc tàn sát 6 triệu người Do Thái của Đức Quốc xã trong cuộc Holocaust. Gareth Porter bác bỏ so sánh này.

## Tác phẩm
- A Peace Denied (1975) – Phân tích về cuộc đàm phán và sự thi hành Hiệp định Paris 1973.
- Cambodia: Starvation and Revolution (1976) - Quyền sách này bác bỏ các cáo buộc giết người hàng loạt bởi chế độ Khmer Đỏ của Pol Pot tại Campuchia.
- Vietnam: A History in Documents (1981) – Porter originally edited this documentary history of the war in a two-volume hardcover edition published in 1979, and it was reissued in paperback under the above-mentioned title.
- Vietnam: the Politics of Bureaucratic Socialism (1993)
- Perils of Dominance: Imbalance of Power and the Road to War in Vietnam Lưu trữ ngày 7 tháng 9 năm 2008 tại Wayback Machine (2005) – This book challenges the liberal interpretation that the Vietnam war was the result of exaggeration of the Communist threat, and emphasizes the role of overconfidence that came with a decisive U.S. power advantage over the Liên Xô và Trung Quốc. Historian Andrew Bacevich, reviewing Perils of Dominance in The Nation, called it "without a doubt, the most important contribution to the history of U.S. national security policy to appear in the past decade."